# Johannes Voigt (Historiker, 1786)

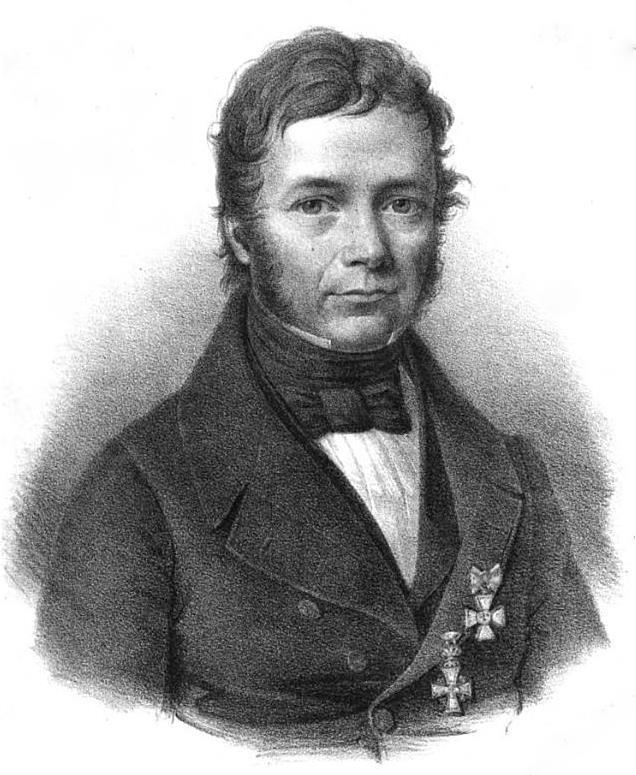
Lithographie: Johannes Voigt, 1839

Johannes Voigt (* 27. August 1786 zu Bettenhausen, Herzogtum Sachsen-Meiningen; † 23. September 1863 in Königsberg) war ein deutscher Historiker.

## Leben
Johannes Voigt studierte ab 1806 in Jena erst Theologie bei Johann Jakob Griesbach, dann Geschichte und Philologie, folgte 1809 einem Ruf als Lehrer am Königlichen Pädagogium der Franckeschen Stiftungen in Halle, habilitierte sich 1812 dort als Privatdozent entsprechend einer Empfehlung seines Jenaer Lehrers Heinrich Luden zu einer akademischen Laufbahn und wurde 1817 außerordentlicher Professor für historische Hilfswissenschaften in Königsberg. Damit verknüpft war die Leitung des Preußischen Staatsarchivs in Königsberg. 1823 erhielt er eine ordentliche Professur für Mittlere und Neuere Geschichte in Königsberg, nachdem er einen Ruf nach Greifswald abgelehnt hatte. Zusammen mit Heinrich Theodor von Schön, dem Oberpräsidenten der Provinz Preußen, veranlasste er die sorgfältige, europaweit methodisch bahnbrechende Bestandsaufnahme der Wehranlagen der Prußen durch Leutnant Johann Michael Guise (1798–1861) in den Jahren von 1826 bis 1828.
Voigt war mehrfach Prorektor der Universität Königsberg (1830, 1840, 1847/48). 1840 wurde er zum Geheimen Regierungsrat ernannt. Ab 1846 war Voigt korrespondierendes Mitglied der Preußischen Akademie der Wissenschaften, ab 1856 der Russischen Akademie der Wissenschaften in Sankt Petersburg und ab 1859 auswärtiges Mitglied der Bayerischen Akademie der Wissenschaften.
Der Vater des Humanismusforschers Georg Voigt war Ritter des Roten Adlerordens dritter Klasse mit Schleife sowie Träger des Dannebrog-Ordens.

## Werk und Wirkung
Voigts Arbeit Hildebrand als Papst Gregor VII. und sein Zeitalter war die erste unparteiische Würdigung dieses Papstes durch die protestantische Geschichtsschreibung. Sie brachte ihm mehrere Einladungen zum Übertritt zum Katholizismus ein. Wesentlich größere Bedeutung erlangte Voigt jedoch als Geschichtsschreiber Preußens. Zu dieser Aufgabe war er nicht zuletzt auch deshalb prädestiniert, weil er Direktor des Universitätsarchives in Königsberg war.
Ein Vergleich von Voigts Geschichtsschreibung mit der der späteren Generation zeigt, dass Voigt noch nicht über die historisch-kritische Methode wie später sein Sohn Georg verfügte. Er verwendete die Quellen, wenn sie Primärquellen waren, als wären es die authentischsten Belege der zu bearbeitenden Zeit. Er hinterfragte nicht die Absichten, die bei der Abfassung solcher Schriftstücke zugrunde lagen, sondern arbeitete sie unmittelbar in seine Darstellungen ein. Auch seine Quellensammlungen zur Geschichte Preußens verfügten nicht über einen ausreichenden historisch-kritischen Apparat.
Der Methode der historisch-kritischen Schule nach dem Muster Leopold von Ranke öffnete sich Voigt nur teilweise und zudem recht spät. Vielfach blieb er noch den Anschauungen der mittelalterlichen Welt der Romantik verhaftet. Auch rühmte er sich, mit dem Romantiker Joseph von Eichendorff befreundet gewesen zu sein. Ein großer Anteil seiner Arbeiten galt dem Mittelalter.
Sein Sohn Georg hatte ihm gegenüber einen entscheidenden Standortvorteil, weil er durch die Vermittlung durch Heinrich von Sybel in München an den Reichstagsakten den modernen Editionsbetrieb nach neuem Muster kennenlernte.
Trotz der aufgeführten Einschränkungen gelten Voigts Arbeiten zur Geschichte Preußens als bahnbrechend und zählen noch heute zur Standardliteratur. Sie nehmen nichts von der grundlegenden Bedeutung von Voigs Lebenswerk namentlich für die Geschichtsschreibung Preußens. Das schließt seine Arbeit Papst Gregor VII. ebenso ein wie den Markgraf Alcibiades.
Von seinen Königsberger Schülern waren sein Sohn Georg und der spätere Kunsthistoriker Ernst August Hagen die bedeutendsten. Eine eigentliche Schule wie Ranke, Sybel oder Johann Gustav Droysen hinterließ Voigt nicht.

## Schriften
Eine ausführliche Bibliographie mit Nachweis einzelner Bände, Digitalisate und Aufsätze findet sich auf der Wikisource-Autorenseite.
- Hildebrand als Papst Gregor VII. und sein Zeitalter, Weimar 1815, 2. Aufl. 1846.
- Geschichte des Lombardenbunds, Königsberg 1818.
- Geschichte der Eidechsen-Gesellschaft in Preußen, aus neuaufgefundenen Quellen dargestellt. Königsberg 1823, 281 Seiten
- Geschichte Marienburgs, der Stadt und des Haupthauses des deutschen Ritter-Ordens in Preußen. Königsberg 1824, (Druckfehler-Berichtigung auf S. 589–590), 588 Seiten
- Geschichte Preußens von den ältesten Zeiten bis zum Untergange der Herrschaft des Deutschen Ordens, Gebrüder Bornträger, Königsberg 1827–39, 9 Bände:
  - Band 1: Die Zeit des Heidenthums, Königsberg 1827 (Digitalisat).
  - Band 2: Die Zeit von der Ankunft des Ordens bis zum Frieden 1249, Königsberg 1827 (Digitalisat).
  - Band 3: Die Zeit vom Frieden 1249 bis zur Unterwerfung der Preussen 1283, Königsberg 1828 (Digitalisat).
  - Band 4: Die Zeit von der Unterwerfung der Preussen 1283 bis zu Diererichs von Altenburg Tod 1341, Königsberg 1830 (Digitalisat).
  - Band 5: Die Zeit vom Hochmeister Ludolf König von Weizau 1342 bis zum Tode des Hochmeisters Konrad von Wallenrod 1393, Königsberg 1832 (Digitalisat).
  - Band 6: Die Zeit des Hochmeisters Konrad von Jungingen, von 1393 bis 1407. Verfassung des Ordens und des Landes. Königsberg 1834 (Digitalisat).
  - Band 7: Die Zeit vom Hochmeister Ulrich von Jungingen 1407 bis zum Tode des Hochmeisters Paul von Rußdorf 1441, Königsberg 1836 (Digitalisat).
  - Band 8: Die Zeit vom Hochmeister Konrad von Erlichshausen 1441 bis zum Tode des Hochmeisters Ludwig von Erlichshausen 1457, Königsberg 1838 (Digitalisat).
  - Band 9: Die Zeit vom Tode des Hochministers Ludwig von Erlichshausen 1467 bis zum Untergange der Herrschaft des Ordens unter dem Hochmeister Albrecht von Brandenburg 1525, Königsberg 1839 (Digitalisat).
- Codex Diplomaticus Prussicus – Urkundensammlung zur ältesten Geschichte Preußens aus dem Königlichen Geheimen Archiv zu Königsberg, nebst Regesten Königsberg 1836–61, 6 Bde.
- Die Westfälischen Femegerichte in Bezug auf Preußen, aus den Quellen dargestellt, mit Urkunden. Königsberg 1836, online, online
- Briefwechsel der berühmtesten Gelehrten des Zeitalters der Reformation mit Herzog Albrecht von Preußen – Beiträge zur Gelehrten-, Kirchen- und politischen Geschichte des sechzehnten Jahrhunderts. Königsberg 1841, 622 Seiten.
- Handbuch der Geschichte Preußens bis zur Reformation, Königsberg 1842–43, 3 Bde.
- Namen-Codex der deutschen Ordens-Beamten, Hochmeister, Landmeister, Großgebietiger, Komture, Vögte, Pfleger, Hochmeister-Kompane, Kreuzfahrer und Söldner-Hauptleute in Preußen, Königsberg 1843, 138 Seiten (unveränderter Nachdruck: Sändig Verlag, 1971).
- Geschichte des sogen. Tugendbunds, Königsberg 1850.
- Markgraf Albrecht Alcibiades von Brandenburg-Kulmbach Berlin 1852, 2 Bde.
- Geschichte des Deutschen Ritter-Ordens in seinen zwölf Balleien in Deutschland, Berlin 1857–59, 2 Bde.
  - Band 1 Münchener Digitalisierungszentrum
  - Band 2 Münchener Digitalisierungszentrum (Google Books).
- Blicke in das kunst- und gewerbreiche Leben der Stadt Nürnberg im sechszehnten Jahrhundert, Berlin, 1862. (Digitalisat).
- Geschichte der Ballei des deutschen Ordens in Böhmen, Wien 1863.
- Die Erwerbung der Neumark – Ziel und Erfolg der Brandenburgischen Politik unter den Kurfürsten Friedrich I. und Friedrich II. 1402–1457 – Nach archivalischen Quellen. Berlin 1863 (online).
- (Hrsg. mit Friedrich Wilhelm Schubert): Jahrbücher Johannes Lindenblatts oder Chronik Johannes von der Pusilie. Universitäts-Buchhandlung, Königsberg 1823 (Digitalisat)